# Panzerkrokodile
Die Panzerkrokodile (Mecistops) sind eine zwei Arten umfassende Gattung afrikanischer Krokodile, die von Gambia im Westen von Afrika bis zum Tanganjikasee im Osten vorkommt.

## Merkmale
Panzerkrokodile fallen durch ihre schmale Schnauze auf und lassen sich auf diese Weise sehr schnell vom Nilkrokodil (Crocodylus niloticus) unterscheiden, mit dem sie Teile des Lebensraumes teilen. Sie werden maximal 3,5 bis 4 Meter lang. Ihre Schnauze ist langgestreckt und schmal, und auf der Oberseite von der Seite gesehen konkav und relativ glatt, ohne irgendwelche Auswüchse. Als charakteristisch für die Gattung gilt, dass das Nasenbein nicht am knöchernen Rand der äußeren Nasenöffnungen beteiligt ist. Dies wurde schon 1844 von Gray, dem Autor der Erstbeschreibung, festgestellt. Dieses Merkmal tritt jedoch auch bei anderen schmalschnäuzigen Krokodilarten auf, z. B. beim Australien-Krokodil (Crocodylus johnsoni), beim Orinoko-Krokodil (Crocodylus intermedius) und beim Sunda-Gavial (Tomistoma schlegelii) und einigen ausgestorbenen Formen und ist möglicherweise ein plesiomorphes Merkmal.
Weitere Merkmale für diese Gattung sind die vergrößerten Nackenschilde, die sich in drei bis vier Reihen zu je zwei Schilden aufteilen und mit den Rückenplatten in Verbindung stehen. Stirnbein und Gaumenbein sind kurz. Die Knochennaht zwischen Zwischenkieferbein und Maxillare ist W-förmig. Bei den meisten Krokodilen verläuft die Unterkieferknochennaht bis zur Höhe des fünften Zahnfachs oder kurz dahinter. Bei den Panzerkrokodilen reicht sie bis zum siebten Zahnfach oder endet zwischen dem siebten und achten Zahnfach. Bei Krokodilen mit einer langen Unterkiefersymphyse treffen sich die Splenialknochen, kleine Knochen im Unterkiefer von Amphibien und Reptilien, in der Mitte. Bei Mecistops berühren sich die zwei Splenialknochen dagegen nicht.

## Systematik
Die Gattung Mecistops wurde 1844 durch den britischen Zoologen John Edward Gray eingeführt, später aber mit Crocodylus synonymisiert. Ab 1983 wurde sowohl molekularbiologisch als auch morphologisch nachgewiesen, dass die Gattung Mecistops eine von Crocodylus klar abgrenzbare Klade darstellt, und die Gattung Mecistops wurde revalidiert. Mecistops ist wahrscheinlich näher mit Osteolaemus verwandt als mit Crocodylus.

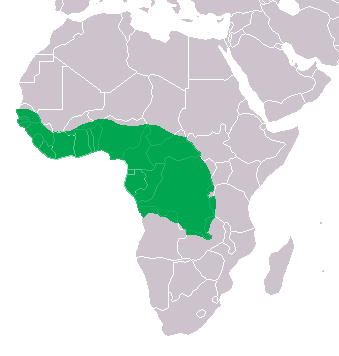
Das Verbreitungsgebiet der Panzerkrokodile

## Arten
- Westafrikanisches Panzerkrokodil (Mecistops cataphractus)
- Zentralafrikanisches Panzerkrokodil (Mecistops leptorhynchus)

Die Gattung Mecistops galt während des ganzen 20. Jahrhunderts als monotypisch mit Mecistops cataphractus als einziger Art. DNA-Vergleiche und genaue Untersuchungen der Schädelmorphologie zeigen jedoch, dass es sich um zwei – äußerlich nicht oder kaum zu unterscheidende – Arten (Kryptospezies) handelt, die vor 7,5 bis 6,5 Millionen Jahren durch die entstehende Kamerunlinie, eine vulkanische Gebirgskette in Zentralafrika, voneinander isoliert wurden (Allopatrische Artbildung). Eine Art lebt westlich der Kamerunlinie in Oberguinea, die andere südöstlich davon in Niederguinea und im Kongobecken.

## Stammesgeschichte
Die ältesten Fossilien, die der Gattung Mecistops zugeordnet werden, wurden im Bereich des Turkana-Sees in Kenia gefunden. Sie wurden auf das späte Miozän datiert. Jüngere, aus dem Pliozän und Pleistozän stammende Fossilien wurden in Uganda, Äthiopien, Kenia und möglicherweise auch in der Demokratischen Republik Kongo gefunden. Das zeigt, dass die Gattung ursprünglich eine weitere Verbreitung hatte. Die Fossilien können nicht den zwei rezenten Mecistops-Arten zugeordnet werden.

## Belege
1. ↑  Mecistops In: The Reptile Database
2. 1 2 3 4 5 6  Matthew H. Shirley, Amanda N. Carr, Jennifer H. Nestler, Kent A. Vliet, Christopher A. Brochu: Systematic revision of the living African Slender-snouted Crocodiles (Mecistops Gray, 1844). In: Zootaxa. 4504, 2018, S. 151, doi:10.11646/zootaxa.4504.2.1.
3. ↑  Gray, J.E. (1844) Catalogue of the tortoises, crocodiles, and amphibaenians in the collection of the British Museum. The Trustees, London, 102 pp. doi: 10.5962/bhl.title.5501
4. ↑  Gray, J.E. (1867) Synopsis of the species of recent crocodilians or Emydosaurians, chiefly founded on the specimens in the British Museum and the Royal College of Surgeons. Transactions of the Zoological Society of London, 6, 125–169. doi: 10.1111/j.1096-3642.1867.tb00575.x
5. ↑  Boulenger, G.A. (1889) Catalogue of the Chelonians, Rhynchocephalians, and Crocodiles in the British Museum (Natural History). New Edition. The Trustees, London, 346 pp.
doi: 10.5962/bhl.title.20951
6. ↑  Densmore, L.D. (1983) Biochemical and immunological systematics of the order Crocodilia. In: Hecht, M.K., Wallace, B. & Prance, G.H. (Hrsg.), Evolutionary Biology. Plenum Press, New York, pp. 397–465.doi: 10.1007/978-1-4615-6971-8_8
7. 1 2 3  McAliley, L.R., Willis, R.E., Ray, D.A., White, P.S., Brochu, C.A. & Densmore, L.D. (2006) Are crocodiles really monophyletic? Evidence for subdivisions from sequence and morphological data. Molecular Phylogenetics and Evolution, 39, 16–32. doi: 10.1016/j.ympev.2006.01.012
8. 1 2  Shirley, M.H., Vliet, K.A., Carr, A.N. & Austin, J.D. (2014) Rigorous approaches to species delimitation have significant implications for African crocodilian systematics and conservation. Proceedings of the Royal Society B: Biological Sciences, 281, 20132483. doi: 10.1098/rspb.2013.2483
9. ↑  Brochu, C.A. (2000) Phylogenetic relationships and divergence timing of Crocodylus based on morphology and the fossil record. Copeia, 2000, 657–673. doi:10.1643/0045-8511(2000)000[0657:pradto]2.0.co;2